# 21e regering van Israël
De 21e regering (ook bekend als het kabinet–Peres I of het kabinet Shamir–Peres I) was de uitvoerende macht van de Staat Israël van 13 september 1984 tot 20 oktober 1986
. Premier Shimon Peres (Arbeidspartij) stond aan het hoofd van een grote coalitie van de Arbeidspartij, Mapam, Likoed, de Nationaal-Religieuze Partij, Shas, Shinui, Samen, het Verenigd Thora-Jodendom en Moed.

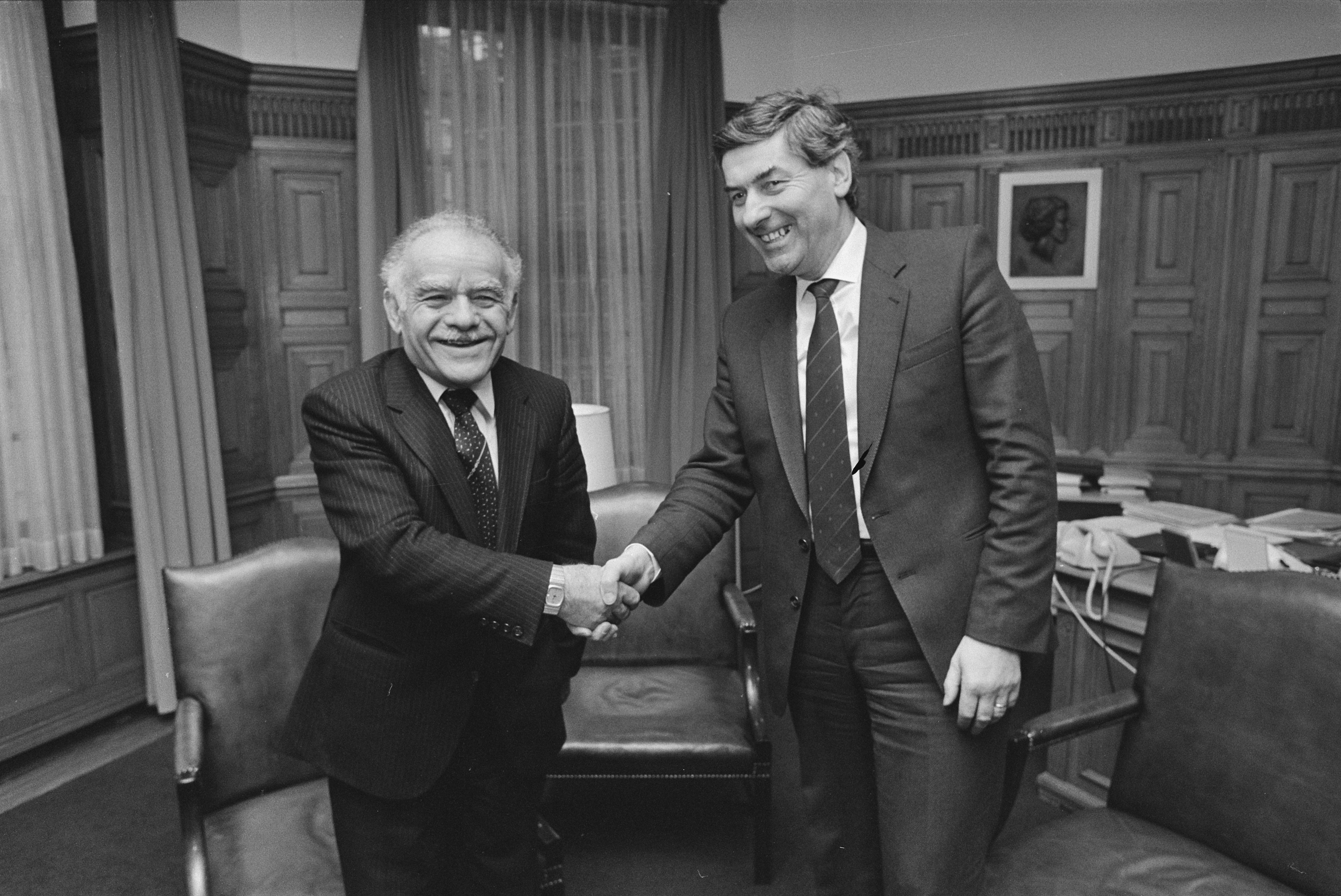
Minister van Buitenlandse Zaken Yitzhak Shamir en minister-president van Nederland Ruud Lubbers tijdens een bezoek aan het Torentje op 28 februari 1985.

## Ambtsbekleders
| Ambtsbekleder                           | Ambtsbekleder    | Ambtsbekleder                                 | Functie                                           | Ambtstermijn      | Ambtstermijn     | Partij                       |
| --------------------------------------- | ---------------- | --------------------------------------------- | ------------------------------------------------- | ----------------- | ---------------- | ---------------------------- |
|                                         | Shimon Peres     | Shimon Peres שִׁמְעוֹן פֶּרֶס (1923–2016)            | Premier                                           | 13 september 1984 | 20 oktober 1986  | Arbeidspartij                |
|                                         | Yitzhak Shamir   | Yitzhak Shamir יִצְחָק שָׁמִיר (1915–2012)          | Vicepremier                                       | 13 september 1984 | 20 oktober 1986  | Likoed                       |
| Minister van Buitenlandse Zaken         | Yitzhak Shamir   | Yitzhak Shamir יִצְחָק שָׁמִיר (1915–2012)          | 10 maart 1980                                     |                   | 20 oktober 1986  | Likoed                       |
|                                         | David Levy       | David Levy דוד לוי (1937)                     | Vicepremier                                       | 1 november 1981   | 13 juli 1992     | Likoed                       |
| Minister van Huisvesting en Constructie | David Levy       | David Levy דוד לוי (1937)                     | 15 januari 1979                                   | 11 juni 1990      |                  | Likoed                       |
|                                         | Yitzhak Navon    | Yitzhak Navon יצחק נבון (1921–2015)           | Vicepremier                                       | 13 september 1984 | 15 maart 1990    | Arbeidspartij                |
| Minister van Onderwijs en Cultuur       | Yitzhak Navon    | Yitzhak Navon יצחק נבון (1921–2015)           |                                                   | 13 september 1984 | 15 maart 1990    | Arbeidspartij                |
|                                         | Yitzhak Rabin    | Rav Aluf Yitzhak Rabin יִצְחָק רַבִּין (1922–1995)  | Minister van Defensie                             | 13 september 1984 | 15 maart 1990    | Arbeidspartij                |
|                                         | Shimon Peres     | Shimon Peres שִׁמְעוֹן פֶּרֶס (1923–2016)            | Minister van Binnenlandse Zaken                   | 13 september 1984 | 24 december 1984 | Arbeidspartij                |
|                                         | Itzhak Peretz    | Itzhak Peretz יצחק פרץ (1938)                 | Minister van Binnenlandse Zaken                   | 24 december 1984  | 7 januari 1987   | Shas                         |
|                                         | Itzhak Modai     | Itzhak Modai יצחק מודעי (1926–1998)           | Minister van Financiën                            | 13 september 1984 | 16 april 1986    | Likoed                       |
|                                         | Moshe Nissim     | Moshe Nissim יורם ארידור (1935)               | Minister van Financiën                            | 16 april 1986     | 22 december 1988 | Likoed                       |
|                                         | Moshe Nissim     | Moshe Nissim יורם ארידור (1935)               | Minister van Justitie                             | 5 augustus 1980   | 16 april 1986    | Likoed                       |
|                                         | Itzhak Modai     | Itzhak Modai יצחק מודעי (1926–1998)           | Minister van Justitie                             | 16 april 1986     | 24 juli 1986     | Likoed                       |
|                                         |                  |                                               | Minister van Justitie                             | Vacant            |                  |                              |
|                                         |                  | Abraham Sharir אברהם שריר (1932–2017)         | Minister van Justitie                             | 30 juli 1986      | 22 december 1988 | Likoed                       |
|                                         | Ariel Sharon     | Aluf Ariel Sharon אֲרִיאֵל שָׁרוֹן (1928–2014)      | Minister van Economie                             | 13 september 1984 | 20 februari 1990 | Likoed                       |
|                                         | Motta Gur        | Rav Aluf Motta Gur מוטה גור (1930–1995)       | Minister van Volksgezondheid                      | 13 september 1984 | 20 oktober 1986  | Arbeidspartij                |
|                                         | Moshe Katsav     | Moshe Katsav משה קצב (1945)                   | Minister van Arbeid en Sociale Zaken              | 13 september 1984 | 22 december 1988 | Likoed                       |
|                                         |                  | Chaim Corfu חיים קורפו (1921–2015)            | Minister van Vervoer                              | 5 augustus 1981   | 22 december 1988 | Likoed                       |
|                                         |                  | Arie Nehemkin אריה נחמקין (1925)              | Minister van Landbouw                             | 13 september 1984 | 22 december 1988 | Mapam                        |
|                                         | Moshe Shahal     | Moshe Shahal משה שחל (1934)                   | Minister van Infrastructuur en Energie            | 13 september 1984 | 15 maart 1990    | Arbeidspartij                |
|                                         | Chaim Bar-Lev    | Rav Aluf Chaim Bar-Lev חיים בר-לב (1924–1994) | Minister van Openbare Veiligheid                  | 13 september 1984 | 15 maart 1990    | Arbeidspartij                |
|                                         |                  | Yaakov Tzur יעקב צור (1937)                   | Minister van Immigratie                           | 13 september 1984 | 22 december 1988 | Arbeidspartij                |
|                                         | Gideon Patt      | Gideon Patt גדעון פת (1933–2020)              | Minister van Wetenschap en Ontwikkelingen         | 13 september 1984 | 22 december 1988 | Likoed                       |
|                                         | Shimon Peres     | Shimon Peres שִׁמְעוֹן פֶּרֶס (1923–2016)            | Minister van Religieuze Zaken                     | 13 september 1984 | 22 december 1984 | Arbeidspartij                |
|                                         | Yosef Burg       | Yosef Burg יוסף בורג (1909–1999)              | Minister van Religieuze Zaken                     | 22 december 1984  | 5 oktober 1986   | Nationaal- Religieuze Partij |
|                                         | Pinchas Sapir    | Zevulun Hammer זבולון המר (1936–1998)         | Minister van Religieuze Zaken                     | 5 oktober 1986    | 11 juni 1990     | Nationaal- Religieuze Partij |
|                                         | Amnon Rubinstein | Amnon Rubinstein אמנון רובינשטיין (1931)      | Minister van Communicatie                         | 13 september 1984 | 27 mei 1987      | Shinui                       |
|                                         |                  | Abraham Sharir אברהם שריר (1932–2017)         | Minister van Toerisme                             | 11 augustus 1981  | 22 december 1988 | Likoed                       |
|                                         | Gad Yaacobi      | Gad Yaacobi גד יעקבי (1935–2007)              | Minister zonder portefeuille (Economisch Beleid)  | 13 september 1984 | 20 oktober 1988  | Arbeidspartij                |
|                                         |                  | Yigael Hurvitz יִגָּאֵל הורביץ (1918–1994)        | Minister zonder portefeuille (Handel Beleid)      | 13 september 1984 | 22 december 1988 | Moed                         |
|                                         |                  | Josef Shapira יוסף שפירא (1926–2013)          | Minister zonder portefeuille (Onderwijs Zaken)    | 13 september 1984 | 22 december 1988 | Nationaal- Religieuze Partij |
|                                         | Ezer Weizman     | Aluf Ezer Weizman עזר ויצמן (1924–2005)       | Minister zonder portefeuille (Defensie Beleid)    | 13 september 1984 | 22 december 1988 | Samen                        |
|                                         | Moshe Arens      | Moshe Arens משה ארנס (1925–2019)              | Minister zonder portefeuille (Buitenlandse Zaken) | 13 september 1984 | 18 april 1988    | Likoed                       |
|                                         | Yosef Burg       | Yosef Burg יוסף בורג (1909–1999)              | Minister zonder portefeuille (Religieuze Zaken)   | 13 september 1984 | 22 december 1984 | Nationaal- Religieuze Partij |
|                                         | Itzhak Peretz    | Itzhak Peretz יצחק פרץ (1938)                 | Minister zonder portefeuille (Binnenlandse Zaken) | 13 september 1984 | 24 december 1984 | Shas                         |